# Mościska (powiat sierpecki)
Mościska – wieś w Polsce położona w województwie mazowieckim, w powiecie sierpeckim, w gminie Szczutowo. Ma status sołectwa.
| SIMC    | Nazwa  | Rodzaj    |
| ------- | ------ | --------- |
| 1056534 | Nowiny | część wsi |
| 1056557 | Pieńki | część wsi |

W latach 1975–1998 miejscowość należała administracyjnie do województwa płockiego.